# 헬레오수쿠스
헬래오수쿠스(학명:Heleosaurus griesbachI)는 기룡목 탈라토사우루스과에 속하는 기룡이다. 지금은 멸종된 종으로서 전체적인 몸길이가 4~6m인 거대한 기룡에 속한다.

## 특징
헬레오수쿠스는 남아프리카 공화국의 후기 페름기족으로부터 멸종된 디앱시드 파충류 속이다. 원래는 사우로스테르논의 한 종으로 설명되었으나 후에 로버트 브룸에 의해 별도의 세자로 인정되었다. 한때 헬레오스쿠스의 활자 표본이 분실된 것으로 생각되기도 했다. 그러나 그것은 2374번, 출연진 R. 5000번으로 되어 있는 자연사 박물관(구 대영 박물관(자연사))에 남아 있다. 몇몇 다른 자연사 박물관 견본 2374호는 다른 몇몇 유럽 기관에도 존재하는데 그 중에는 원본에 대한 충실도가 높은 배역이 포함되어 있어 행방이 묘연하다. 활자를 잃어버린 것으로 생각되는 동안, S. E. E. Evans는 사라지기 전에 활자 표본을 가져간 더 오래된 곰팡이에 근거하여 이 탈세했다. 나중에 그 표본이 나타났을 때, R. L. Carroll은 더 높은 품질의 금형을 채취하여 이 세금에 대해 더 잘 설명할 수 있도록 하였다. 헬레오스쿠스는 두개골의 뒤쪽 절반과 일부 연관된 팔뚝 원소와 뒷다리 원소가 있는 자궁경관 기둥에서만 알려져 있다. 팔뚝보다 뒷다리가 잘 보존되어 있다. 헬레오스쿠스는 초기 디앱시드 파충류로 다른 라인과 밀접하게 관련되지 않거나 일탈적이고 원시적인 레피도사우로모르프로 제안된다. 헬레오수쿠스는 원시거북이(오도노체리), 레피도사우로모르프, 대퇴원형 등 일부 다이오피드에서 발견된 갈고리 모양의 다섯 번째 메타타르살(metarsal)을 공유하지만 총체 형태학에서 '젊은 제2형'급 다이오피드들과도 닮았다. 헬레오스쿠스는 또한 갑상선 페네스트라를 이 더 높은 디앱시드 파충류와 공유할 수 있지만 이 특징의 정체성은 논쟁의 대상이 되고 있다. 그외에 헬레오수쿠스는 바다에서 살았던 기룡의 한 종류로서 긴 목을 가지고 있으며 양턱에는 총 15~25개의 삼각형 모양의 날카로운 이빨을 가지고 있다. 먹이로는 당대에 서식했던 물고기, 갑각류, 두족류 등을 잡아먹고 살았을 육식성의 기룡에 속한다.

## 생존시기와 서식지와 화석의 발견
헬레오수쿠스가 생존했던 시기는 고생대의 페름기와 중생대의 트라이아스기 초기로서 지금으로부터 2억 9000만년전~2억 2000만년전에 생존했던 종이다. 생존했던 시기에는 아프리카를 중심으로 하는 동부 대서양에서 주로 서식했었던 기룡이다. 화석의 발견은 1876년에 아프리카의 페름기에 형성된 지층에서 고생물학자들에 의하여 처음으로 화석이 발견되어 새롭게 명명된 종이다.

## 같이 보기
- 파충류
- 고생대
- 페름기
- 중생대
- 트라이아스기
- 기룡
- 화석